# Чернятин (гміна)
Ґміна Чернятин — адміністративна субодиниця Городенківського повіту Станіславського воєводства. Утворена 1 серпня 1934 року згідно з розпорядженням Міністерства внутрішніх справ РП від 21 липня 1934 за підписом міністра Мар'яна Зиндрама-Косьцялковського під час адміністративної реформи. Село Чернятин стало центром сільської ґміни Чернятин. Ґміна утворена з попередніх самоврядних сільських гмін Чернятин, Ґлушкув, Окно, Топоровце, Вєжбовце
У 1934 р. територія ґміни становила 102,52 км². Населення ґміни станом на 1931 рік становило 11 989 осіб. Налічувалось 2 699 житлові будинки.
Ґміна ліквідована в 1940 р. у зв’язку з утворенням Городенківського району.